# Brun mosskantlav
Brun mosskantlav (Lecanora epibryon) är en lavart som först beskrevs av Erik Acharius, och fick sitt nu gällande namn av Erik Acharius. Brun mosskantlav ingår i släktet Lecanora och familjen Lecanoraceae.

## Underarter
Arten delas in i följande underarter:
- broccha
- xanthophora